# Pascual Marín
Pascual Marín Ruiz (Tudela, 1893-San Sebastián, 16 de marzo de 1959) fue un fotógrafo español.

## Biografía
Nació en la localidad navarra de Tudela en 1893.
Su andadura en la fotografía la inició en 1913 como redactor gráfico de La Crónica de Zaragoza. Se mudó en 1914 a San Sebastián, donde trabajó para la revista Novedades y para el diario El Pueblo Vasco.

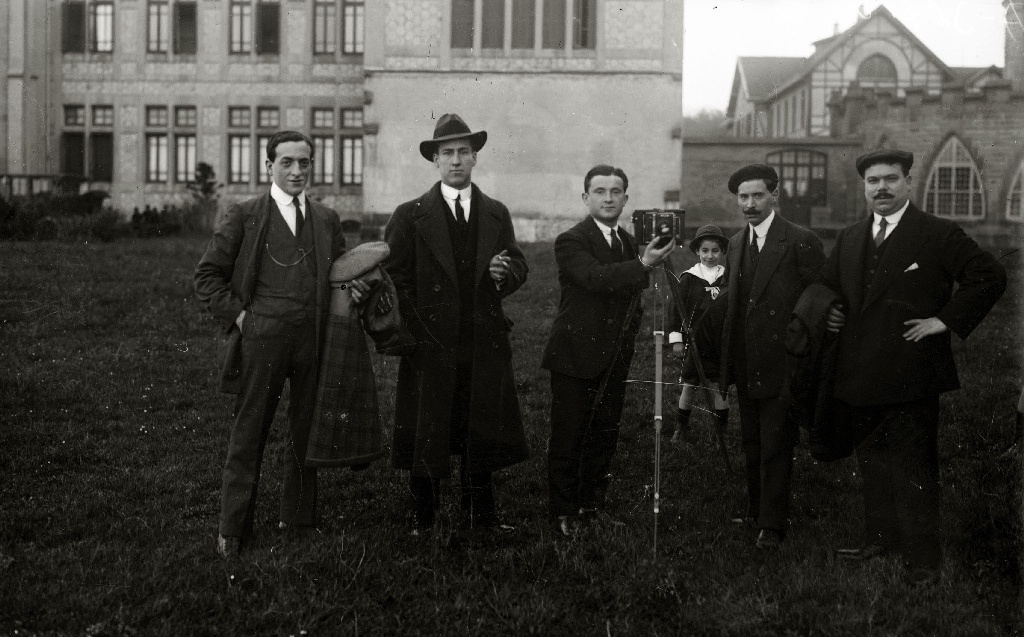
Grupo de hombres en Zorroaga, entre los que se encuentra el fotógrafo Pascual Marín con una cámara

En 1920 fundó, asimismo, un estudio fotográfico, llamado Casa Marín, en el que años más tarde trabajaría con su yerno, Paco Marí. Este heredaría el estudio a su muerte. Entre los asiduos al estudio, por donde pasaban políticos, deportistas y nobles, se contaba María Cristina de Habsburgo-Lorena, pues Marín había conseguido un título que le permitía retratar a la familia real a lo largo de sus vacaciones veraniegas en el norte de España.
Un libro con fotografías que había tomado de varios pueblos de la provincia, titulado Lo admirable de Guipúzcoa, se publicó en 1932. Durante la guerra civil española, que estalló cuatro años después, tomó fotografías que se publicaron en Frente Popular y L'Illustration Française, y más tarde fungió como fotógrafo del ejército del bando sublevado. Acompañó, por ejemplo, a Francisco Franco en su entrada a San Sebastián, acontecimiento que plasmó en instantáneas. Resultó herido en la contienda. Sus fotografías bélicas aparecieron en las páginas de revistas alineadas con los sublevados, incluidas Fotos, Vértice, La Ametralladora, La Voz de España y Unidad.
Falleció en San Sebastián en 1959.